# Hestina japonica
Hestina japonica (лат.) — вид дневных бабочек рода Hestina из семейства Нимфалиды, распространённый в Азии.

## Описание
Длина переднего крыла самцов 34—36 мм (весеннее поколение), 42 мм (летнее поколение); самок 40—43 мм. Крылья тёмные со светлым рисунком. Верхняя сторона крыльев с белыми пятнами. На верхней стороне крыльев у основания центральной ячейки имеется светлый штрих. Щупики большие, косо торчащие вперед. Сверху на задних крыльях у заднего края отсутствует ряд красных глазков или черных точек между жилками. Вид с резким сезонным диморфизмом. Крылья весеннего поколения светлые, на верхней стороне с широко затемненными жилками и вершиной крыла. Нижняя сторона крыльев с узко затемненными жилками, центральная ячейка переднего крыла с тёмным пятном. Крылья особей летнего поколения чёрные с пятнистым рисунком, на задних крыльях центральная ячейка целиком светлая.

## Ареал
Япония, Корейский полуостров, Китай, Тайвань, Гималаи.

## Биология
Бабочки встречаются в широколиственных лесах. Развивается в двух поколениях за год. Кормовые растения гусениц: Celtis.